# اونتوژنی

مرحله‌های آغازین تکوین رویان انسان

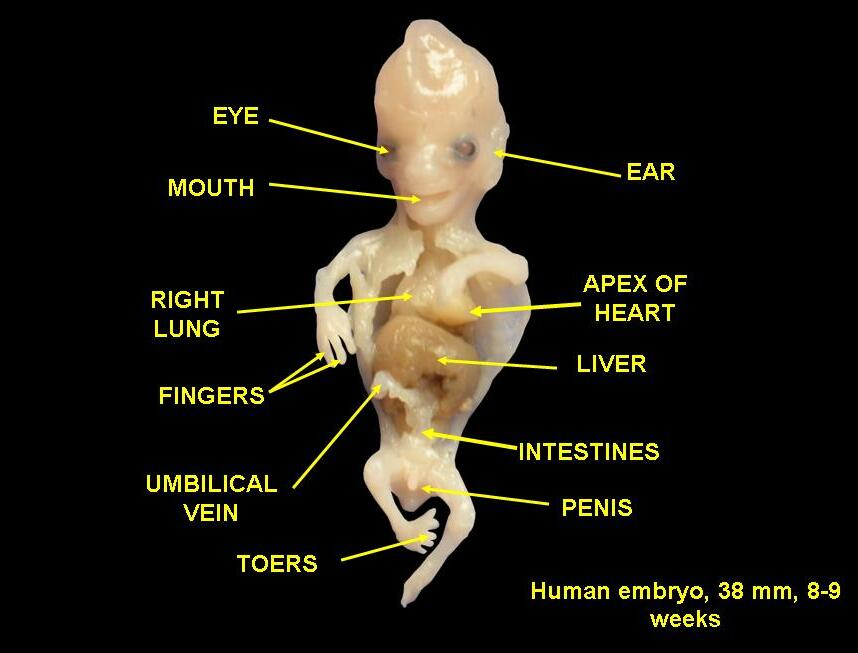
بخش‌های پیکر رویان انسان

اونتوژنی یا فردزایی یا هستی‌زایی  (به زبان انگلیسی: Ontogeny) به مطالعۀ پیدایش و تکوین اندام‌های یک جاندار از یاخته‌های بنیادی می‌پردازد؛ که معمولاً از زمان لقاح تخمک تا رشد و تکوین کامل جاندار ادامه می‌یابد. اگرچه این اصطلاح ممکن است برای مطالعۀ کل طول عمر یک جاندار هم به کار رود. دانشمندان با بررسی فردزایی داده‌های بیشتری دربارۀ تاریخچۀ فرگشتی جانداران به دست می‌آورند زیرا ویژگی‌های نیایی، اغلب خود را در دورۀ تکوین جاندار نمایان می‌کنند. برای نمونه رویان انسان و جوجه هر دو طی دورۀ تکوین خود وارد حالتی می‌شوند که در گردنشان شکاف‌هایی به وجود می‌آید که شبیه شکاف‌های آبشش روی گردن ماهی است؛ این مشاهده‌ها ایدۀ مبنی بر اینکه ماهی هم‌نیای انسان و جوجه است را تقویت می‌کند.
برخی از دانشمندان در اویل سدۀ ۱۸ میلادی باور داشتند که فردزایی نه تنها می‌تواند داده‌های زیادی دربارهٔ تاریخچه فرگشتی جانداران فاش کند، بلکه تاریخچه گام به گام فرگشت جانداران را نیز نشان می‌دهد. این دانشمندان باور داشتند که فردزایی خلاصه‌ای از تبارزایی جانداران است؛ به این معنا که هر مرحله‌ای از تکوین رویان نشاندهندۀ شکل کامل تکوین پیداکرده و بالغ نیاکان او است؛ یعنی در فرگشت به پایان تکوین رویان یک جاندار، حالتی جدید اضافه می‌شود.
این ایده کاملاً درست نیست. برای مثال اگر این ایده درست بود باید مراحل تکوین رویان جوجه اینگونه می‌بود: تک‌یاخته‌ای، پریاخته‌ای بی‌مهره، ماهی، یک خزنده مارمولک مانند، پرنده و سرانجام یک جوجۀ کامل. اما مراحل تکوین رویان جوجه اینگونه نیست، اگرچه رویان جوجه در برخی از مراحل تکوین همانند رویان ماهی و خزندگان است اما رویان جوجه شبیه شکل بالغ این جانداران نیست.
فردزایی تاریخچۀ تکوین یک جاندار در طول زندگی‌اش است؛ و با تبارزایی، که به تاریخچۀ فرگشتی یک گونه می‌پردازد، متفاوت است. زیست‌شناسان فرگشتی اغلب از گونه‌ها به عنوان صفت‌ها یا مشخصه‌های در حال تکوین یاد می‌کنند. این موضوع می‌تواند گمراه‌کننده باشد، درحالی که فرایندهای تکوینی می‌توانند فرایندهای فرگشتی (تبارزایشی) را تحت تأثیر قرار دهند اما جانداران تکوین می‌یابند درحالی که گونه‌ها تکامل (فرگشت) پیدا می‌کنند.
فردزایی، رویان‌شناسی و زیست‌شناسی تکوینی بسیار به یکدیگر نزدیک هستند و این دانش‌واژگان گاهی به جای یکدیگر به کار می‌روند. اصطلاح ontogeny در زیست‌شناسی یاخته‌ای برای توصیف انواع گوناگون یاخته‌ها به کار می‌رود.
فردزایی رشتۀ تحصیلی مورد استفاده‌ای در بسیاری از رشته‌ها، مانند زیست‌شناسی تکوینی و روان‌شناسی رشد است.